# Smalto (album)
Smalto è un album della cantante italiana Nada, pubblicato dalla casa discografica EMI nel 1983.

## Il disco
Alla stesura dei brani hanno preso parte Varo Venturi, Gerry Manzoli e Maurizio Piccoli.
Dal disco è stato tratto il singolo di successo Amore disperato/Da grande.

## Tracce

### Lato A
1. Amore disperato (Gerri Manzoli, Varo Venturi)
2. In un prato (Gerri Manzoli, Varo Venturi)
3. Charlotte (Gerri Manzoli, Varo Venturi, Maurizio Piccoli)
4. Per aspettare te (Varo Venturi)

### Lato B
1. Da grande (Gerri Manzoli, Varo Venturi)
2. Ci sei (Gerri Manzoli, Varo Venturi, Maurizio Piccoli)
3. Cara (Gerri Manzoli, Varo Venturi, Maurizio Piccoli)
4. Angelo ribelle (Gerri Manzoli, Varo Venturi)

## Formazione
- Nada – voce
- Adriano Giordanella – percussioni
- Gianni Mazza – tastiera
- Marco Rinalduzzi – chitarra, cori
- Maurizio Guarini – tastiera
- Derek Wilson -  batteria, percussioni, basso e cori
- Mike Fraser – tastiera
- Karl Potter – percussioni
- Maurizio Giammarco – sax
- Federico Troiani, Liliana Richter, Varo Venturi – cori